# Мангфаль
Мангфаль (нім. Mangfall) є лівою притокою річки Інн у північній Баварії, яка простягається на 58 кілометрів. Бере свій початок з річки Тегернзе і впадає в Інн (м. Розенгайм).

## Географічні дані
Мангфаль не має власного першоджерела, але річка була названа від джерела озера Тегернзе. Трьома найбільшими притоками у Тегернзе (у напрямку годинникової стрілки) є Роттах, Вайссах, Зьолльбах. Річкове русло орієнтується на північний схід до правого гирла Шлірах, першоджерела Шлірзе.  
На вигині Мангфалі поблизу Фаллаю річка, яка до цього протікала у напрямку півночі, змінює напрямок. Русло повертає на 180 градусів на південь і потім далі на південний схід. З цього місця вона проривається через бокову морену колишньої льодяної долини річки Інн. На внутрішній стороні вигину знаходяться гори Унгарнфаль, з заходу починає впадати "Долина Диявола", первинне русло річки Ізар.
Найбільшими притоками Мангфалі є: Шлірах, Ляйтцах і Кальтенбах. Крім того, Мангфаль живиться численними маленькими притоками, а також припливом джерела (особливо верхня частина вигину Мангфаля). До інших приток належать: Шверценбах при долині Луїзи, Фестенбах (також Моосбах) при долині Вітряка, Штайнбах при долині Тальхам, Моосбах перед Грабенштоф, Хайнербах у долині Вагенер, Кальтенбрунбах у долині Аіблінгер і Гольдбах (також Мюльбах) біля містечка Пуллах. Оскільки через широку відстань біля Мангфалі проходить канал, деякі первинні притоки майже не впадають у Мангфаль. Таким чином протікає, наприклад, Фельдкірхнербах на висоті Вургауса, перший в каналі Тріфтбах. Також води озера Зеємар, яке частково змінює напрямок до електростанції Лайтцах, після водосховища електростанції впадають у Мангфаль.

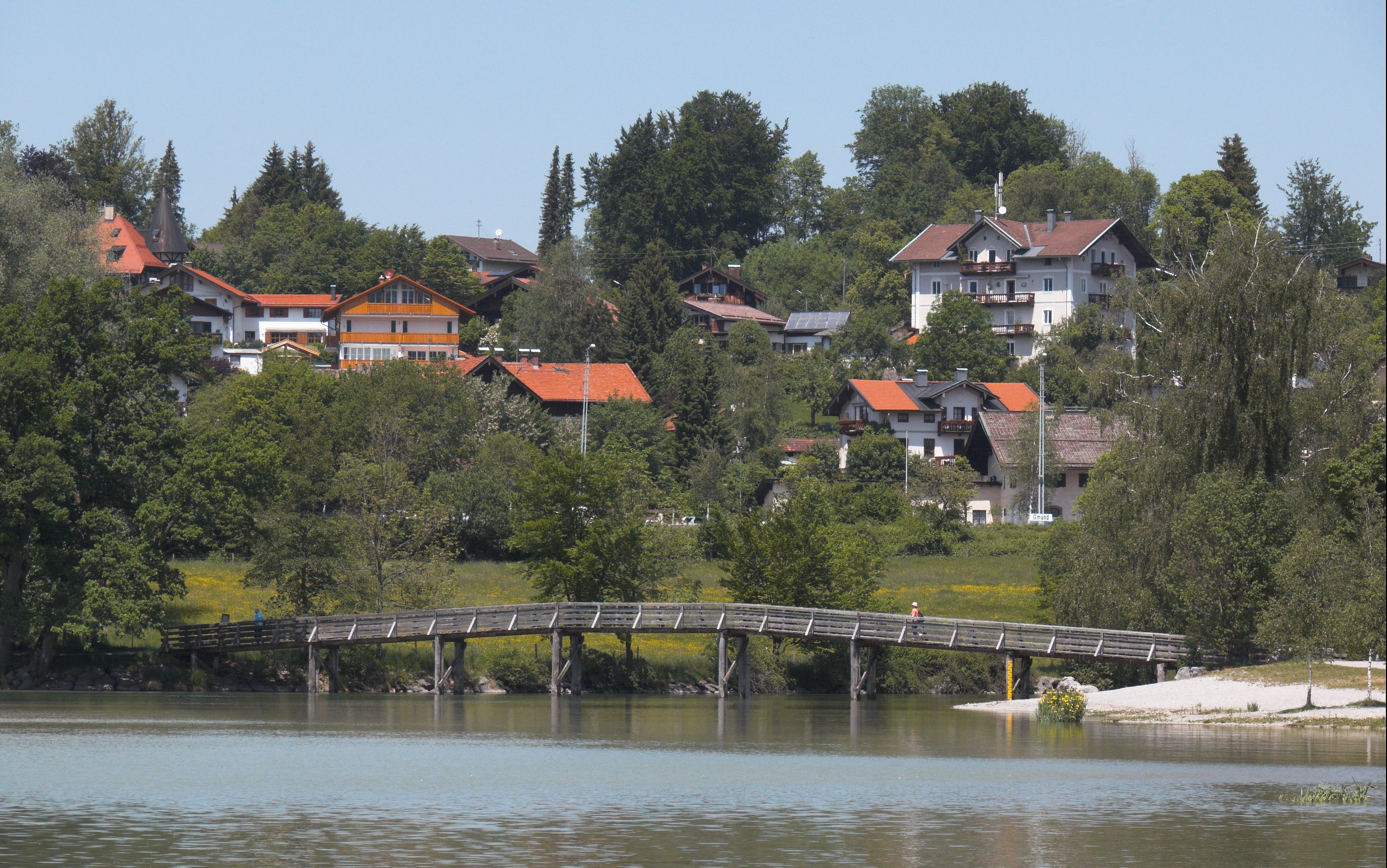
Міст через Мангфалль в Гмунд-ам-Тегернзе

Східну частину передгір'я Альп між річками Ісар та Інн також називають горами Мангфалі, оскільки Мангфаль осушує гірські річки Роттах, Вайссах, Шлірах і Ляйтцах центральної частини області. Ця область забезпечує питною водою більшу частину жителів Мюнхена.

## Реконструкція Мангфаля для промислового використання
У середні віки Мангфаль була добре розбудована. Спочатку сила води використовувалася млинами. У 1810 році в Розенгаймі була збудована солеварня, для того, щоб кип'ятити сольовий розсіл. Разом з тим для використання було достатньо деревини, Мангфаль далі використовували для сплаву ліса. Від Тегернзе до Розенгайму були побудовані численні пункти. На заводах робота полегшувалась з каналами для переробки лісу, але також канали використовують для отримання енергії.